# Ylilampi (sjö i Salla, Lappland)
Ylilampi är en sjö i kommunen Salla i landskapet Lappland i Finland. Arean är 38 hektar och strandlinjen är 4,49 kilometer lång. Sjön  ingår i Koundaälvens huvudavrinningsområde.   Den ligger omkring 160 kilometer öster om Rovaniemi och omkring 750 kilometer norr om Helsingfors. 
Nordväst om Ylilampi ligger Könkäänlampi. Ylilampi ligger nordväst om Kortakkojärvi. Sjön ligger nära gränsen till Ryssland.